# Delphinium subcuneatum
Delphinium subcuneatum är en ranunkelväxtart som beskrevs av N. N. Tzvelev. Delphinium subcuneatum ingår i släktet storriddarsporrar, och familjen ranunkelväxter. Inga underarter finns listade i Catalogue of Life.